# Cephalopholis formosa
Cephalopholis formosa är en fiskart som först beskrevs av Shaw 1812.  Cephalopholis formosa ingår i släktet Cephalopholis och familjen havsabborrfiskar. IUCN kategoriserar arten globalt som livskraftig. Inga underarter finns listade i Catalogue of Life.